# Casa Puig (Vic)
La Casa Puig és una obra noucentista de Vic (Osona) protegida com a Bé Cultural d'Interès Local.

## Descripció
Casa mitgera de planta baixa i quatre pisos. L'alçada dels pisos decreix de baix a dalt i a la part superior, el capcer, és pentagonal, i a demés s'hi obre una finestra rectangular que permet l'entrada de llum al cinquè pis. La façana és completament simètrica i presenta dos portals d'arc de mig punt a la planta baixa, mentre que a nivell del primer pis sobresurten unes tribunes de forma trapezoïdal. Aquestes discorren de portal a portal i arriben fins al darrer pis. El pisos són marcats per impostes de pedra així com els portals i les finestres. Hi ha frisos d'estuc que envolten i decoren les obertures, majoritàriament rectangulars llevat les centrals del primer i quart pis. L'estat de conservació és bo.

## Història
Aquesta casa fou construïda arran de l'eixample que es produir en aquest sector d'ençà de l'obertura del carrer a la plaça del Mercadal amb l'estació de ferrocarril. La casa Puig s'acabà d'edificar l'any 1920. Per aquesta època en Pericas ja coneix l'arquitectura anglesa i romana. Comença adquirir un llenguatge propi integrat dins els corrents europeus. Abandona l'estètica noucentista per anar a una nova línia clarament racionalista.